# Solomon Islands Alliance for Change
Die Solomon Islands Alliance for Change (dt.: Allianz für Wechsel in den Salomonen) war eine politische Gruppierung und Parteien-Allianz in den Salomonen.
Sie wird angeführt von der Solomon Islands Liberal Party, welche von Bartholomew Ulufa'alu bis zu seinem Tod im Mai 2007 geführt wurde.
Die SIAC vereinigt die National Party, die Solomon Islands Social Credit Party, die Solomon Islands Liberal Party und die Solomon Islands Party for Rural Advancement.

## Geschichte
Die Allianz nannte sich ursprünglich Solomon Islands Coalition for Change. Und trat im Wahlkampf als Solomon Islands Alliance for Change Coalition an.
Die Allianz gewann 1997 die Wahlen und begann mit Regierungsreformen. Manasseh Sogavare war ein Mitglied und diente als Finanzminister in Ulufa’ulus Regierung.
Bei den Wahlen am 5. Dezember 2001 gewann die Allianz 12 der 50 Sitze. Bei den Wahlen im April 2006 gewann sie wieder 12 Sitze.
In den folgenden Wahlen schwanden die Wählerstimmen. Die Allianz erhielt 2010 insgesamt nur noch 5 Stimmen und 2014 traten mehrere Mitgliedsparteien überhaupt nicht mehr an.